# Paula Almquist
Paula Almquist (* 1945) (auch Almqvist) ist eine deutsche Journalistin.

## Leben
Paula Almquist war Reporterin und Kolumnistin für den stern und für Brigitte Woman. Daneben veröffentlicht sie Bücher, die sich auf eher spielerische Weise mit Frauenthemen beschäftigen.
Für ihre Arbeit Die Einsamkeit der Rita M. im stern wurde sie 1981 mit dem Egon-Erwin-Kisch-Preis ausgezeichnet. Die prämierte Reportage über das leere Leben einer knapp 60-jährigen Frau nach engagierten und erfolgreichen Berufsjahren als Chefsekretärin wurde in einer vergleichenden Arbeit über geschlechtsspezifisches Schreiben im Journalismus analysiert. Später war Almquist selbst Jurymitglied für den Egon-Erwin-Kisch-Preis.
Almquist lebt als freie Autorin in Hamburg und in der Normandie.

## Werke
- Eine Klasse für sich – Adel in Deutschland. Gruner + Jahr, Hamburg 1979, ISBN 3-570-02961-1. (Ein Stern-Buch.)
- Familienstand Geliebte – Frauen berichten von der Liebe im Schatten. Gruner + Jahr, Hamburg 1987, ISBN 3-570-08070-6. (Ein Stern-Buch.)
- Wir im Visier – Rituale des Alltagslebens. Gruner + Jahr, Hamburg 1991, ISBN 3-570-02402-4. (Ein Stern-Buch.)
- Mitgefangen, mitgehangen – Über das Leben im Zeitgeist-Takt – Stern-Kolumnen. Rowohlt, Reinbek bei Hamburg 1998, ISBN 3-499-15983-X.
- Post von Paula Almquist. In: Ihr Lieben .... Rowohlt, Reinbek bei Hamburg 1998, ISBN 3-499-26090-5.
- Die Macken der Männer – von Männern lernen heißt, sich täglich wundern. steinbach sprechende bücher, Schwäbisch Hall 2006, ISBN 3-88698-885-6 (Hörbuch, gesprochen von der Autorin.)
- Mitteilungen aus meinem Garten. Die Kolumnen aus BRIGITTE WOMAN. Schöffling & Co., Frankfurt am Main 2011, ISBN 978-3-89561-593-1
- Was mir blüht. Schöffling & Co., Frankfurt am Main 2012, ISBN 978-3-89561-596-2

### Artikel
- Kalifornien: Die Küsteder Aussteiger. In: Geo-Magazin, 1979, 9, S. 64–92. Informativer Erlebnisbericht.